# Tumanjan (Lori)

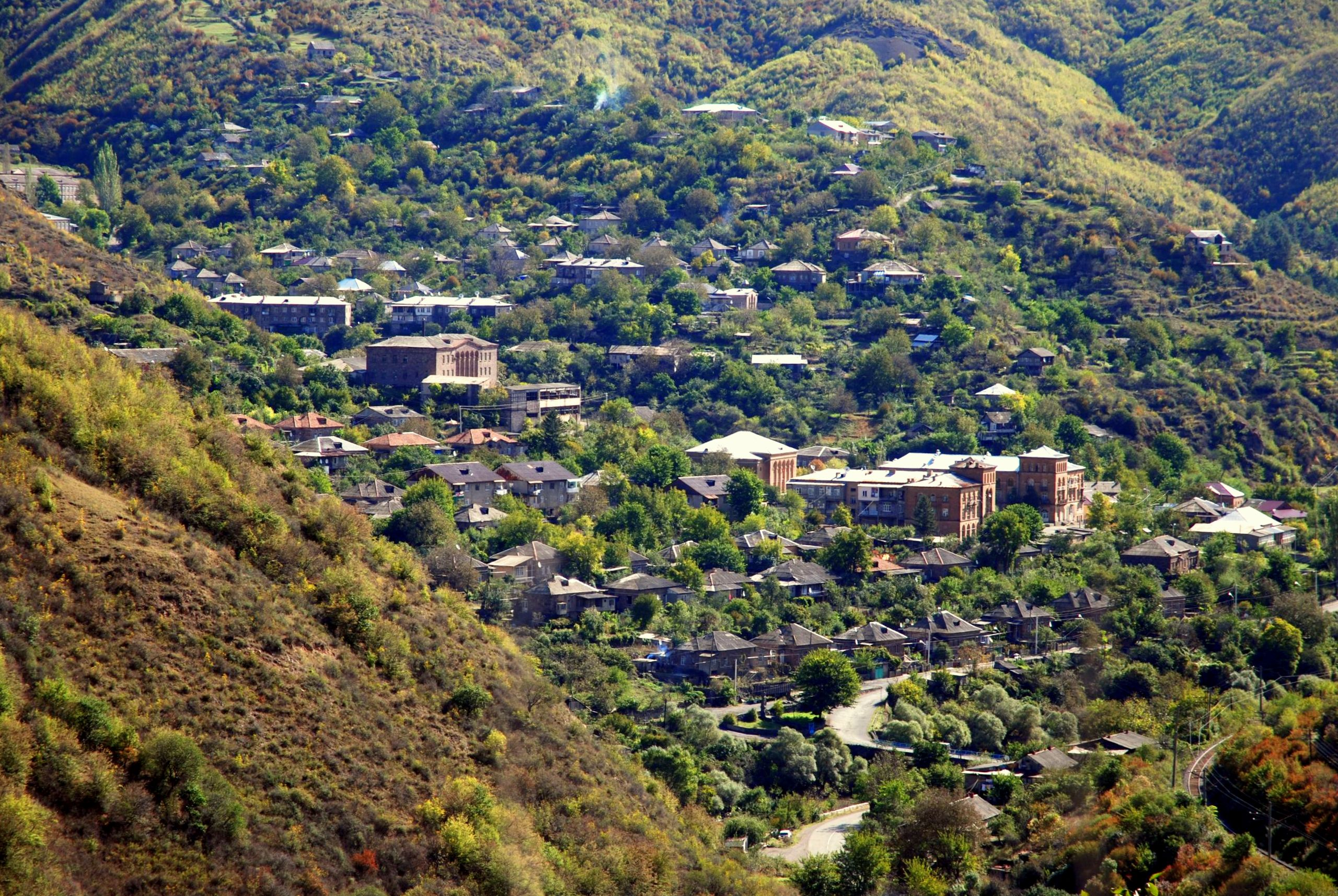
Tumanjan von der Klosterruine Kobayr

Tumanjan (armenisch Թումանյան), andere Umschriften Tumanian, Tumanyan, ist eine städtische Siedlung im nördlichen Armenien.

## Geografie

### Stadt
Sie liegt in der Provinz Lori, etwa 35 Kilometer nördlich der Provinzhauptstadt Wanadsor im Tal des Debed auf einer Höhe von 810 Metern. Die Ortsmitte liegt etwas höher am Hang. Oberhalb des Bahnhofs und einiger Häuser liegen die Ruinen des mittelalterlichen Klosters Kobayr, die nur auf einem steilen Fußpfad zu erreichen sind.
Bis 1951 hieß der Ort Dzagidzor (Dzaghidzor). Die Umbenennung erfolgte zu Ehren des Dichters Hovhannes Tumanjan (1869–1923).
2002 wurden 116 Einfamilienhäuser und 28 Wohnblocks gezählt. Von letzteren war gut die Hälfte über 20 Jahre alt und 39 Prozent befanden sich in einem schlechten Zustand.
Eine Studie stuft 58 % der Einwohner als arm und weitere 40 % als sehr arm ein. Bis zu einem Drittel der Bewohner haben in den 1990er Jahren den Ort auf der Suche nach Arbeit verlassen. Eine Studie von 2002 zählte Tumanjan zusammen mit Stepanawan und Schamlugh zu den zehn ärmsten Gemeinden des Landes.

### Region
Als Tumanjan-Region wird das Gebiet um das Debed-Tal etwa zwischen Dsegh im Süden und Snogh kurz vor der georgischen Grenze bezeichnet. Neben Tumanjan gehören die als Industriestandorte gegründeten städtischen Siedlungen Alawerdi, Achtala und Schamlugh zu dieser Region. Nach der Statistik von 2002 umfasst die Region ferner 27 Landgemeinden und 34 kleinere ländliche Siedlungen. Diese verfügen über 7903 Hektar Ackerland. Die Einwohnerzahl der Tumanjan-Region wurde für Januar 2003 mit 48.800 angegeben.

## Geschichte
Eine erste Ansiedlung im Jahr 1926 besaß 42 Einwohner. 1943 wurde mit dem Bau einer Ziegelei begonnen, um den in der Umgebung reichlich verfügbaren Ton zu verarbeiten. Während des Zweiten Weltkriegs waren deutsche Kriegsgefangene am Aufbau der Fabrik und der ersten Wohngebäude beteiligt. Bis 1949 war der Industriestandort „Dzagidzor“ entstanden, der Mitte 1951 in „Tumanjan“ umbenannt wurde.
In der Armenischen Sowjetrepublik war Tumanjan bekannt für die Produktion feuerfester Ziegel sowie hochwertiger Oxidkeramik und Siliziumcarbid-Keramik. Daneben bot in den 1980er Jahren eine Kleiderfabrik Arbeitsplätze für Frauen. 1200 Arbeiter waren in der Ziegelei und etwa 200 Arbeiterinnen in der Textilfabrik beschäftigt. Das Erdbeben von Spitak 1988 richtete auch in Tumanjan große Schäden an.
Als 1991 Armenien unabhängig wurde, brach die Industrie des Landes zusammen, auch die beiden Fabriken in Tumanjan wurden geschlossen. 1995 wurde Tumanjan im Zuge einer Gebietsreform zur städtischen Siedlung erklärt.

## Einwohnerentwicklung
Anmerkungen:

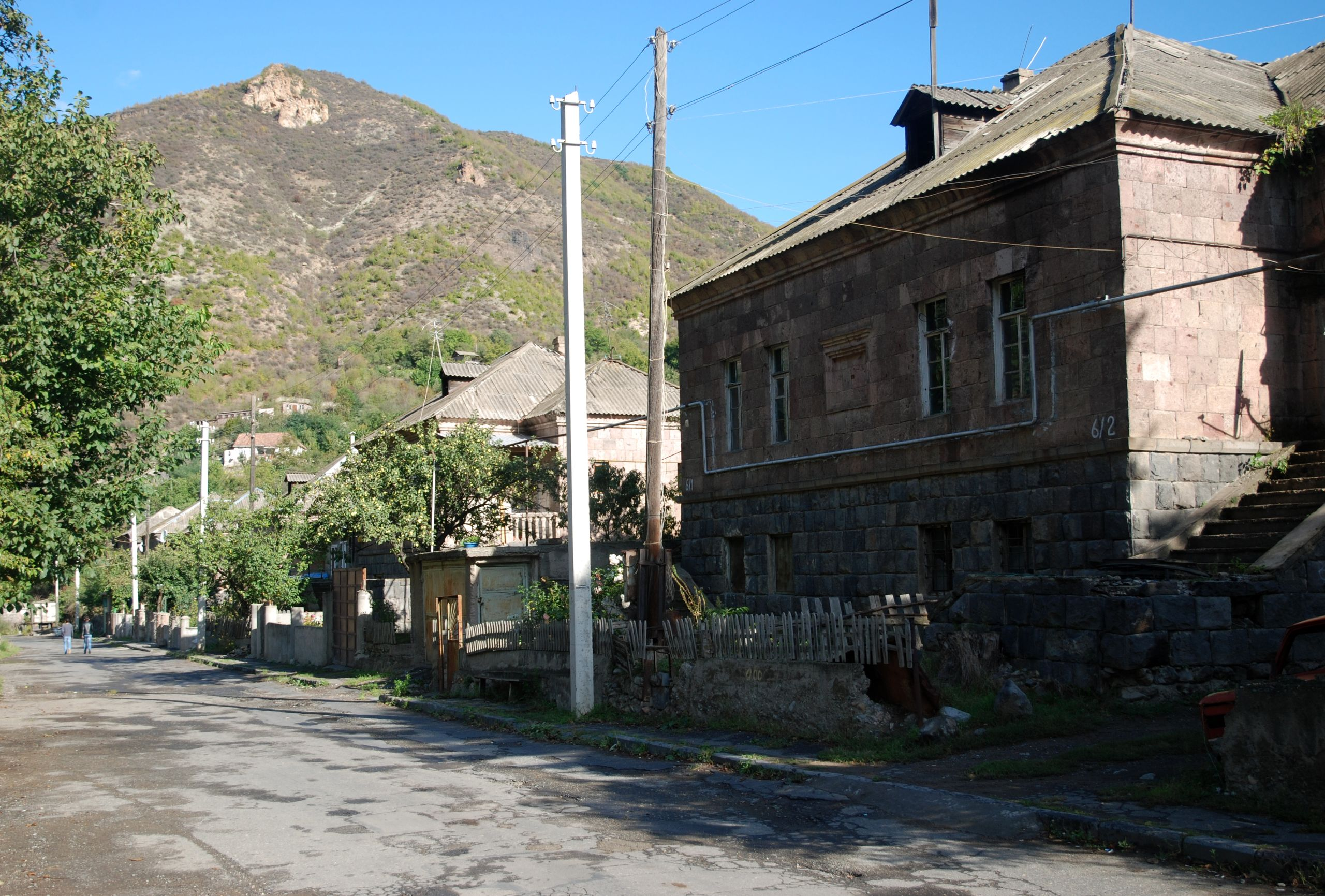
Straße im unteren Ortsteil

- 2001: In der Zahl sind 45 Einwohner des Weilers Kobayr enthalten.[4]
- 2009: [5]

## Verkehr
Die Schnellstraße M6 verläuft an Tumanjan vorbei zur georgischen Grenze. Ein Abzweig in östliche Richtung führt nach einigen 100 Metern zum Ort.
Weiter besitzt Tumanjan einen Bahnhof an der 1899 eröffneten Bahnstrecke Tiflis–Jerewan.

## Wirtschaft
Der Zusammenbruch der Industrie konnte in Tumanjan durch anderweitige wirtschaftliche Aktivitäten nicht aufgefangen werden. Die 1995–1996 privatisierte Ziegelei produziert Mauerziegel und Dachplatten für den Hausbau im Umfang eines mittelständischen Betriebs: 10 bis 15 Arbeiter sind hier beschäftigt. Geld für größere Investitionen, die zu einer Qualitätsverbesserung der Produkte führen könnten, steht nicht zur Verfügung.
Der Ort besitzt kein Ackerland. Die Einwohner halten Tiere (Kühe, Schweine, Hühner) und bauen Obst und Gemüse in ihren Hausgärten zur Selbstversorgung an. Fleisch, Milch, Milchprodukte, Brot und Honig stammen aus lokaler Produktion. Hinzu kommt die illegale Abholzung der umliegenden Wälder.
Nach offiziellen Behördenangaben lag die Arbeitslosenzahl 2002 in Tumanjan mit 12 % über dem Landesdurchschnitt von 10 % (Vergleichszahlen für Stepanawan: 40 % und für Spitak: 13,2 %). Die Befragung der Bürgermeister ergab völlig andere Zahlen. Die Bürgermeister von Stepanawan und Tumanjan schätzten die Arbeitslosigkeit in ihren Gemeinden auf rund 90 % und lagen damit deutlich über den Angaben anderer Gemeindevorsteher. Damit belegt Tumanjan wirtschaftlich den letzten Platz aller Gemeinden der Provinz.

## Kultur und Bildung
Es gibt eine Sekundarschule, einen Kindergarten, eine Sportschule und eine Gesundheitsstation.